# الشقلباظ
الشقلباظ هو برنامج كوميدي عرض في موسم رمضان 1440 هـ / 2019م على قناة إم بي سي مصر 2.

## الإنتاج
وفقا لجريدة الوطن، ذكر مصدر داخل قناة "MBC" أن البرنامج ليس من إنتاجها، بل قامت بشرائه لعرضه على شاشتها فقط.

## قضايا جدلية
أثارت حلقة من البرنامج الكوميدي جدلا واسعا، فقد ظهرت شيماء سيف في هذه الحلقة بوجه مصبوغ  بالأسود لتتقمص دور امرأة سمراء وجسدت شيماء دور سيدة تسرق هاتفا جوالا من راكبة، الذي اعتبروه الكثيرون «مسيئا للمرأة السودانية والنوبية»، وفقا لما ذكرته بي بي سي. ورأى بعض النشطاء أن هذا المشهد قد عمل على تعميق الصورة النمطية لذوي البشرة السمراء بعد أن استدعى أسلوب الـ«بلاك فيس» الذي كان سائدا خلال القرن 19. وقد أثار هذا البرنامج حفيظة المصريين والسودانيين على حد سواء على مواقع التواصل الاجتماعي، وفقا لبي بي سي. وتقدم أحمد رمضان، نائب رئيس رابطة «كتاب ونقاد الفن» التابعة لنقابة الصحفيين، بشكوى ضد شيماء سيف، وجهها إلى كل من، الكاتب الصحفى مكرم محمد أحمد رئيس المجلس الأعلى لتنظيم الإعلام، والهيئة الوطنية للإعلام برئاسة حسين زين، ونقابة الممثلين برئاسة أشرف زكي، ونقابة السينمائيين برئاسة المخرج مسعد فودة، بالإضافة نقابة الصحفيين برئاسة الكاتب الصحفى ضياء رشوان، من أجل «التدخل السريع لحل الأزمة، واتخاذ الإجراءات اللازمة». وفي مقال على سي إن إن، ترى سامية عايش أن شيماء قررت أن تلون وجهها باللون البني الغامق، وتكسب وجهها شكلا اعتقدت أنه كوميدي ومضحك، ولكنه «مسيء أكثر من كونه أي شيء آخر»، وترى أن المقالب في نوعيتها «تستهين بذكاء المشاهد»، إذ أصبحت تعتمد على الموضوعات غير اللائقة، مثل الحلقة الأولى من البرنامج، حين طلب الطفل الصغير من شيماء سيف الذهاب إلى الحمام، فقررت إفراغ حاجته في زجاجة تحملها، بل وطلبت من «الضحية» رميها في الشارع من النافذة.
وقد تم تداول اعتذار نسب إلى صفحة على فيسبوك تحمل اسم شيماء سيف، غير أنها نفت ذلك مشيرة إلى أنها لا تمتلك سوى حساب واحد على إنستجرام، بينما قالت شيماء في تصريح لها: ”لم أتعمد إهانة الشعب السوداني الشقيق وأصحاب البشرة السمراء، البرنامج كوميدي وهذه الفقرة المقصود منها الضحك فقط لا غير“. وأوضحت أن ”ظهوري ببشرة سمراء وحديثي بهذا الشكل لا يعني السخرية من السودانيين، مجرد شخصية أتقمصها مثلما يتقمص أي فنان دورًا معينًا، قد يكون ببشرة بيضاء أو سمراء، هذا الأمر لا ينبغي تصنيفه بهذا الشكل“. ورأى آخرون من محبي الفنانة أنه لا يوجد داع للاعتذار عن المشهد، وأنه «لم يتم ربط المشهد بالسودان بأي شكل».